# Rheinstetten
Rheinstetten è un comune tedesco di 20 406 abitanti, situato nel land del Baden-Württemberg.